# Supa Doopa Remix
 (mars 2024).
Si vous disposez d'ouvrages ou d'articles de référence ou si vous connaissez des sites web de qualité traitant du thème abordé ici, merci de compléter l'article en donnant les références utiles à sa vérifiabilité et en les liant à la section « Notes et références ».
Albums de Les Georges Leningrad
Sur les traces de Black Eskimo Sangue Puro
Supa Doopa Remix est la quatrième parution officielle du groupe Les Georges Leningrad, faisant suite à leur deuxième album complet, Sur les traces de Black Eskimo (2004). Il s'agit d'un album de remix de la chanson "Supa Doopa". Le disque est paru sur le label Troubleman Unlimited le 12 avril 2005.

## Liste des morceaux
1. Supa Doopa (version originale de l'album Sur les traces de Black Eskimo)
2. Supa Doopa (Akufen Soutien-Georges Remix)
3. Supa Doopa (Magas Remix)
4. Supa Doopa (Ghislain Poirier Remix)
5. Mein Name Ist Eva Brown